# Appasanihalli, Chintamani
Appasanihalli là một làng thuộc tehsil Chintamani, huyện Kolar, bang Karnataka, Ấn Độ.